# Estadio Más Monumental
Estadio Monumental (spanskt uttal: [esˈtaðjo monumenˈtal anˈtonjo βesˈpusjo liˈβeɾti]), officiellt Estadio Más Monumental av sponsringsskäl, och populärt känt som "River Plate Stadium", "Monumental de Núñez" eller helt enkelt "El Monumental", är en stadion i Belgrano, Buenos Aires (även om populär tro felaktigt säger att stadion är i distriktet Núñez), hemmaarena för Club Atlético River Plate.
Den öppnades den 26 maj 1938 och är uppkallad efter den tidigare klubbpresidenten Antonio Vespucio Liberti (1900–1978). Den är den största arenan i både Argentina och hela Sydamerika med en kapacitet på 86 049 och är också hemarena för Argentinas fotbollslandslag. Den var den huvudsakliga spelplatsen i Panamerikanska spelen 1951 och var värd för 1978 års fotbolls-VM-final mellan Argentina och Nederländerna. Dessutom har den varit värd för fyra finaler i Copa América, senast 2011.

## Historik
Club Atlético River Plate grundades 1901 och 1934 hade den vunnit två mästerskap. Vid den tiden fick klubben smeknamnet "Los Millonarios"(”Miljonärerna” på spanska) på grund av köpet av forwarden Carlos Peucelle för vilken River Plate hade betalat en enorm summa pengar. Den 31 oktober 1934 köpte River Plate marken där klubben skulle bygga den nya arenan i närheten av Belgrano.

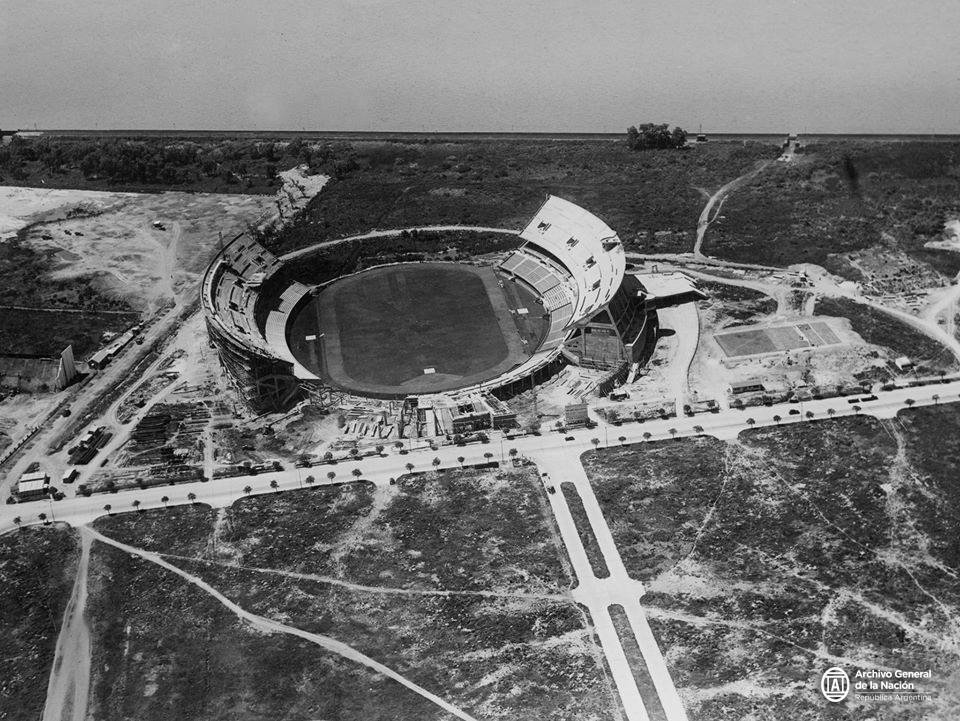
Stadion under byggnad, 1937

El Monumental byggdes på mark som återvunnits från Río de la Platas sumpiga kust. Den 25 maj 1935 lades hörnstenen på avenyerna Centennial (nu Figueroa Alcorta) och Río de la Plata (Udaondo). Den 1 december samma år presenterade styrgruppen det godkända projektet i detalj för sina medlemmar. De fick ett lån på 2 500 000 USD från regeringen och den 27 september 1936 började bygget under ledning av arkitekterna José Aslan och Héctor Ezcurra.
Den initiala kostnaden för arbetet beräknades till 4 479 545,80 USD, men reducerades till cirka 3 miljoner USD när kommittén beslutade att stoppa byggandet av den norra änden av stadion på grund av brist på ekonomiska medel.
Stadion invigdes onsdagen den 26 maj, med en publik på cirka 70 000 personer. De bevittnade överlämnandet av en argentinsk flagga, en från klubben, betald av en grupp medarbetare, och sjöng sedan nationalsången och sången River Plate. Dagen efter var närmare 68 000 åskådare på plats. Efter olika aktiviteter avslutades kvällen med en match mellan River Plate och Uruguay-laget Peñarol, med en 3–1-seger för hemmalaget.
I november 2014 togs stadions resultattavla bort och en ny lysdiodtavla i full färg installerades. Den är 19,45 m bred och 7,16 m hög och gör den till den största på en sydamerikansk stadion. Under samma tid installerades en ny Paddock Club och gästplatser på plannivå. I november 2015 förnyades River Plate Museum helt: attraktioner lades till och en River Plate-butik byggdes, där officiellt licensierade produkter säljs. I december 2015 installerades ett härdat glastak över stadions yttre nedre ringar för att skapa en bättre miljö för åskådarna.
Estadio Monumental byggdes om åren 2020 till 2023 för att ta bort den befintliga idrottsbanan och lägga till fler platser i stället. De befintliga träsätena togs också bort och såldes. Arenan öppnades delvis igen i februari 2023 och planeras ha en kapacitet på 84 567 när renoveringen är klar 2024, vilket gör den till den största i Sydamerika.

## Galleri

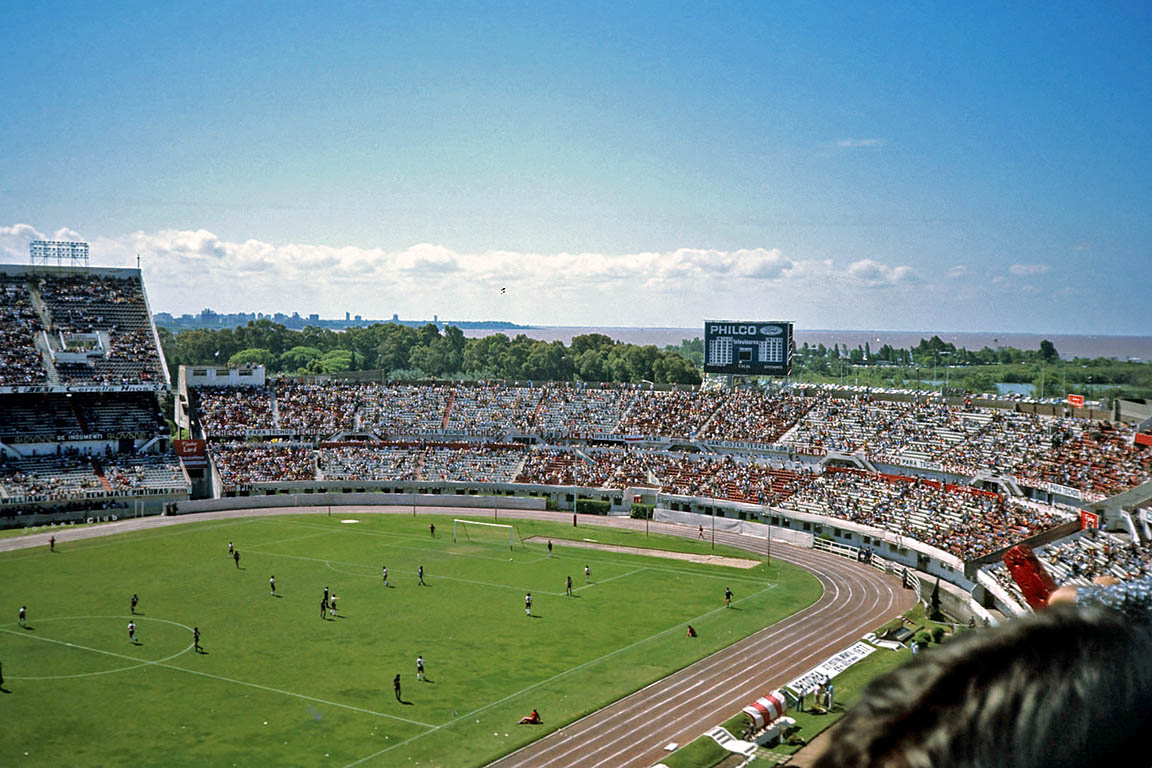
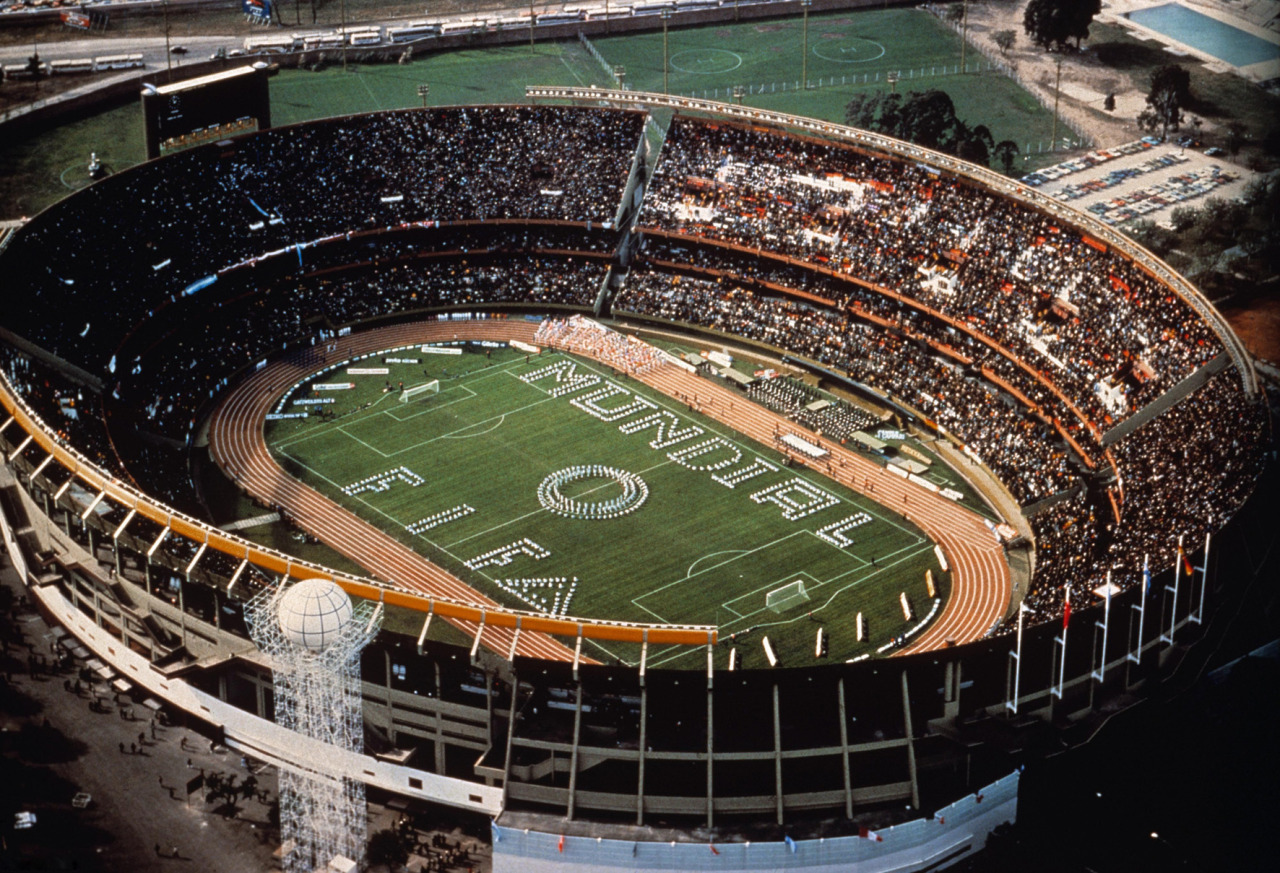
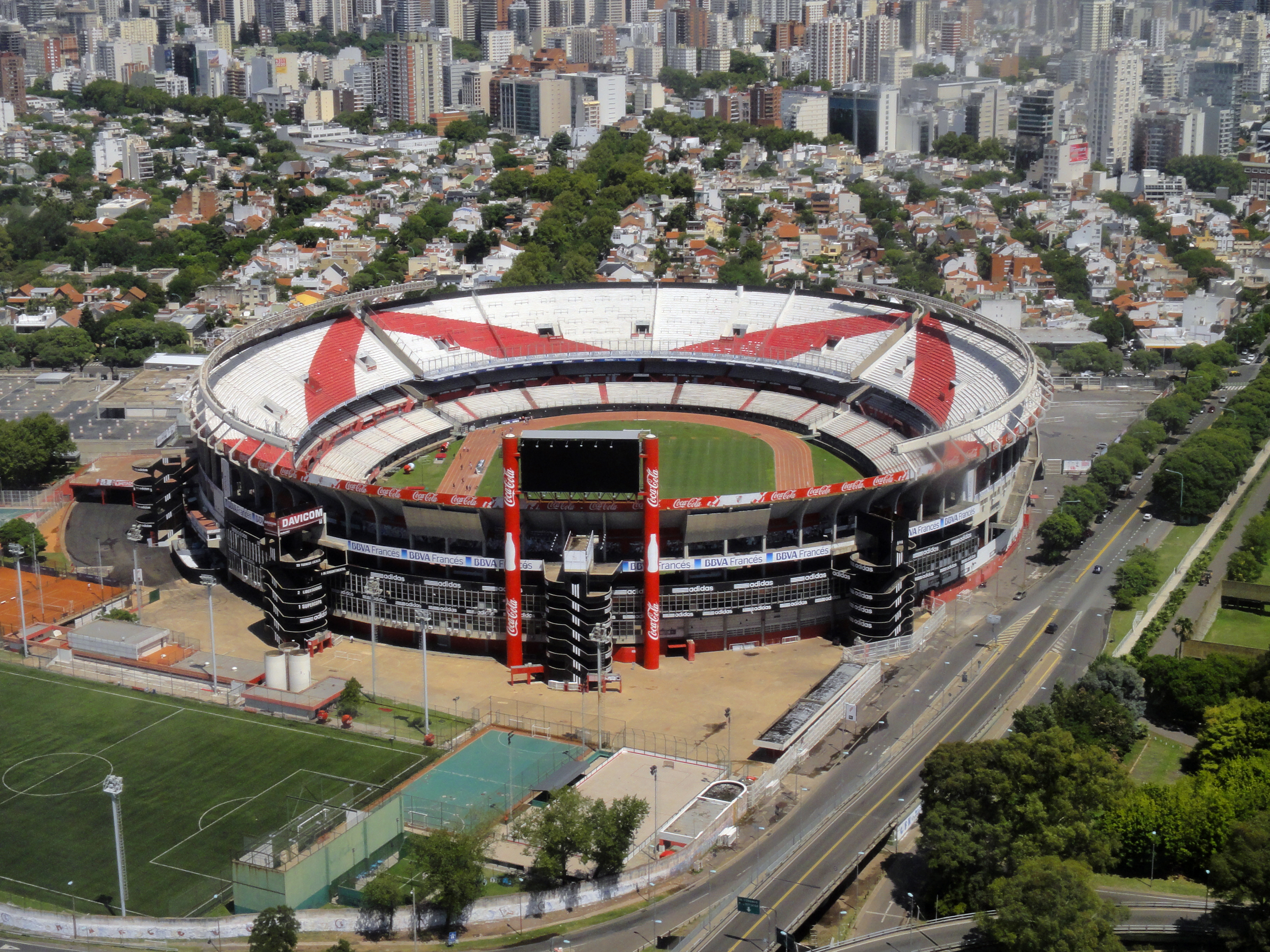
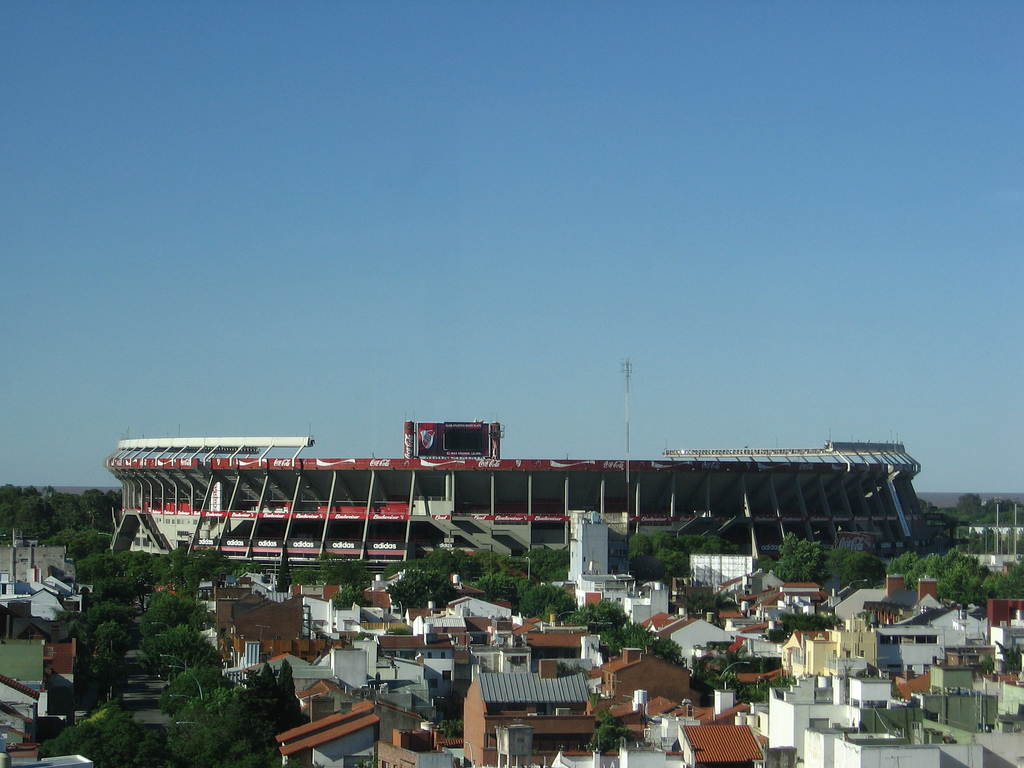